# Gare de Vierzy
La gare de Vierzy est une gare ferroviaire française de la ligne de La Plaine à Hirson et Anor (frontière), située sur le territoire de la commune de Vierzy, à un kilomètre du centre ville, dans le département de l'Aisne, en région Hauts-de-France.
C'est une halte voyageurs de la Société nationale des chemins de fer français (SNCF) desservie par des trains TER Hauts-de-France.

## Situation ferroviaire
Établie à 102 mètres d'altitude, la gare de Vierzy est située au point kilométrique (PK) 93,654 de la ligne de La Plaine à Hirson et Anor (frontière), entre les gares ouvertes de Longpont et de Soissons. En direction de Soissons, s'intercale la gare fermée de Berzy-le-Sec.
Elle est équipée de deux quais, le quai « X », pour la voie « 1 », et le quai « Y », pour la voie « 2 », tous deux d'une longueur utile de 186 m.

## Histoire
Le 16 juin 1972 a lieu l'effondrement de la voûte du tunnel de Vierzy alors que deux trains s'y croisaient. La catastrophe cause la mort de 108 personnes tandis que 87 autres sont blessées.

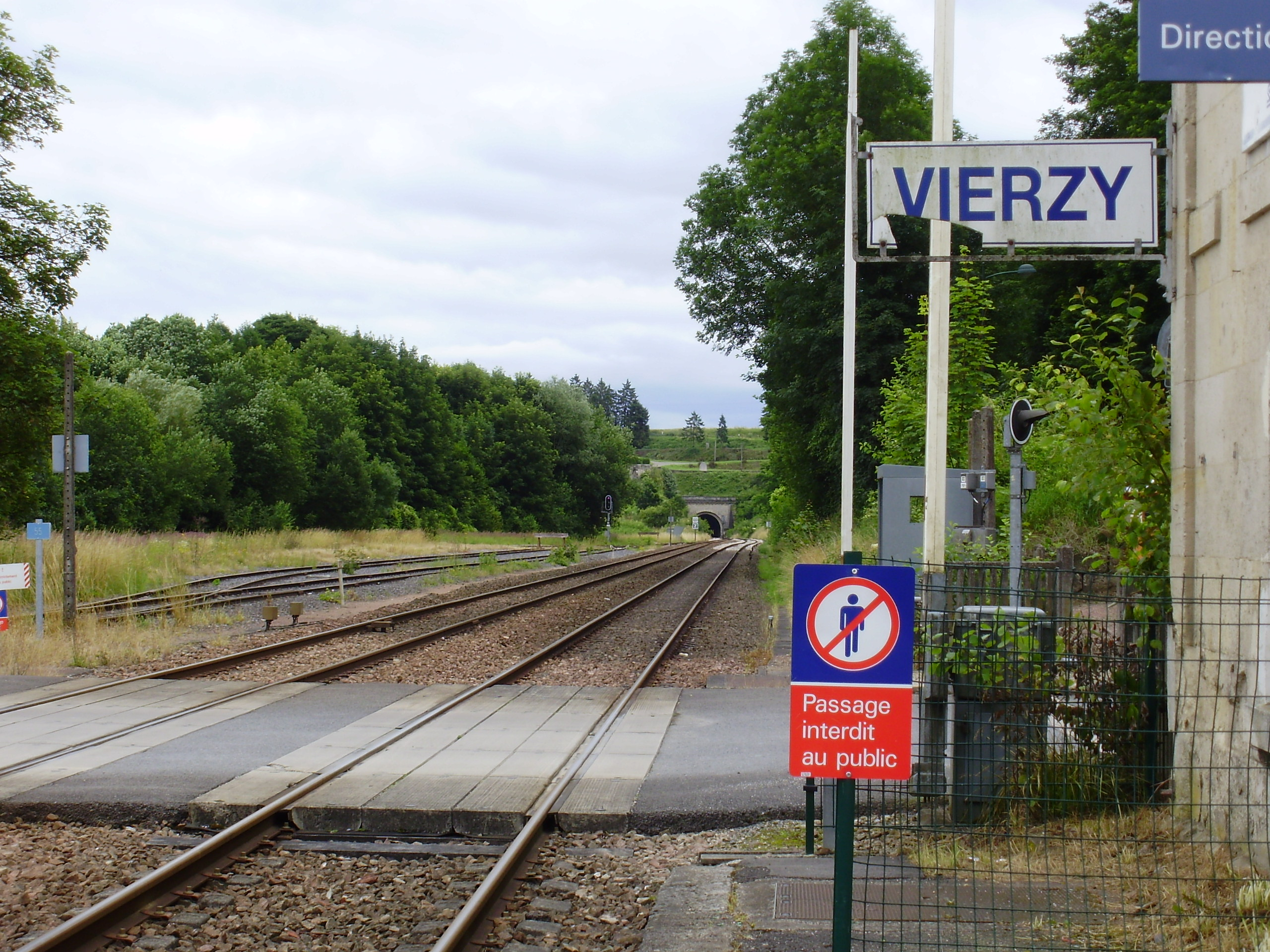
Voies en regardant vers Soissons depuis le quai pour Paris, avec l'entrée sud-ouest du tunnel de Vierzy à l'arrière-plan.

## Fréquentation
De 2015 à 2023, selon les estimations de la SNCF, la fréquentation annuelle de la gare s'élève aux nombres indiqués dans le tableau ci-dessous.
| Année     | 2015 | 2016 | 2017 | 2018 | 2019 | 2020 | 2021 | 2022 | 2023 |
| --------- | ---- | ---- | ---- | ---- | ---- | ---- | ---- | ---- | ---- |
| Voyageurs | 941  | 367  | 261  | 160  | 305  | 274  | 246  | 555  | 965  |

## Service des voyageurs

### Accueil
Halte SNCF, c'est un point d'arrêt non géré (PANG) à accès libre.
Le changement de quai s'effectue par le passage à niveau.

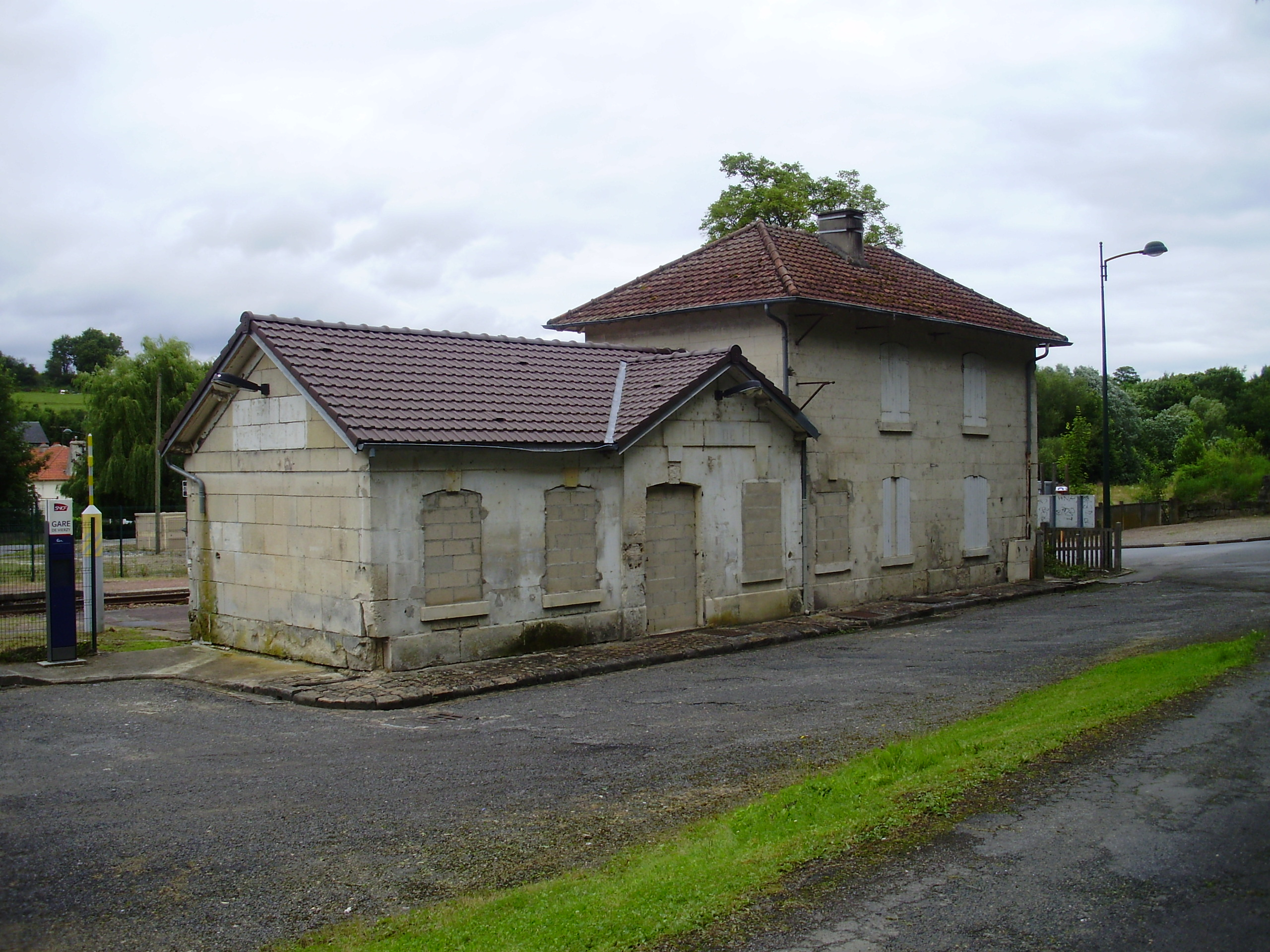
Le bâtiment abandonné de la gare en 2012.

### Desserte
Vierzy est desservie par des trains TER Hauts-de-France, omnibus, qui effectuent des missions entre les gares de Crépy-en-Valois et de Laon.

### Intermodalité
Un parking pour les véhicules y est aménagé.